# سوناكوم 18L4
سوناكوم 18L4 حافلة مبنية على أساس شاحنة سوناكوم كاي 66، يتم في نظام التجميع مع الحافلات الصغيرة 25L4، بنفس القاعدة والمحرك، ونفس المقدمة أيضا، يمكن أن تستوعب 18 شخصا، ولها جهاز لتكييف الهواء«سافكار» "Safkar"، صممت خصيصا لقوات الدرك الوطني VIR (مركبة التدخل السريع).

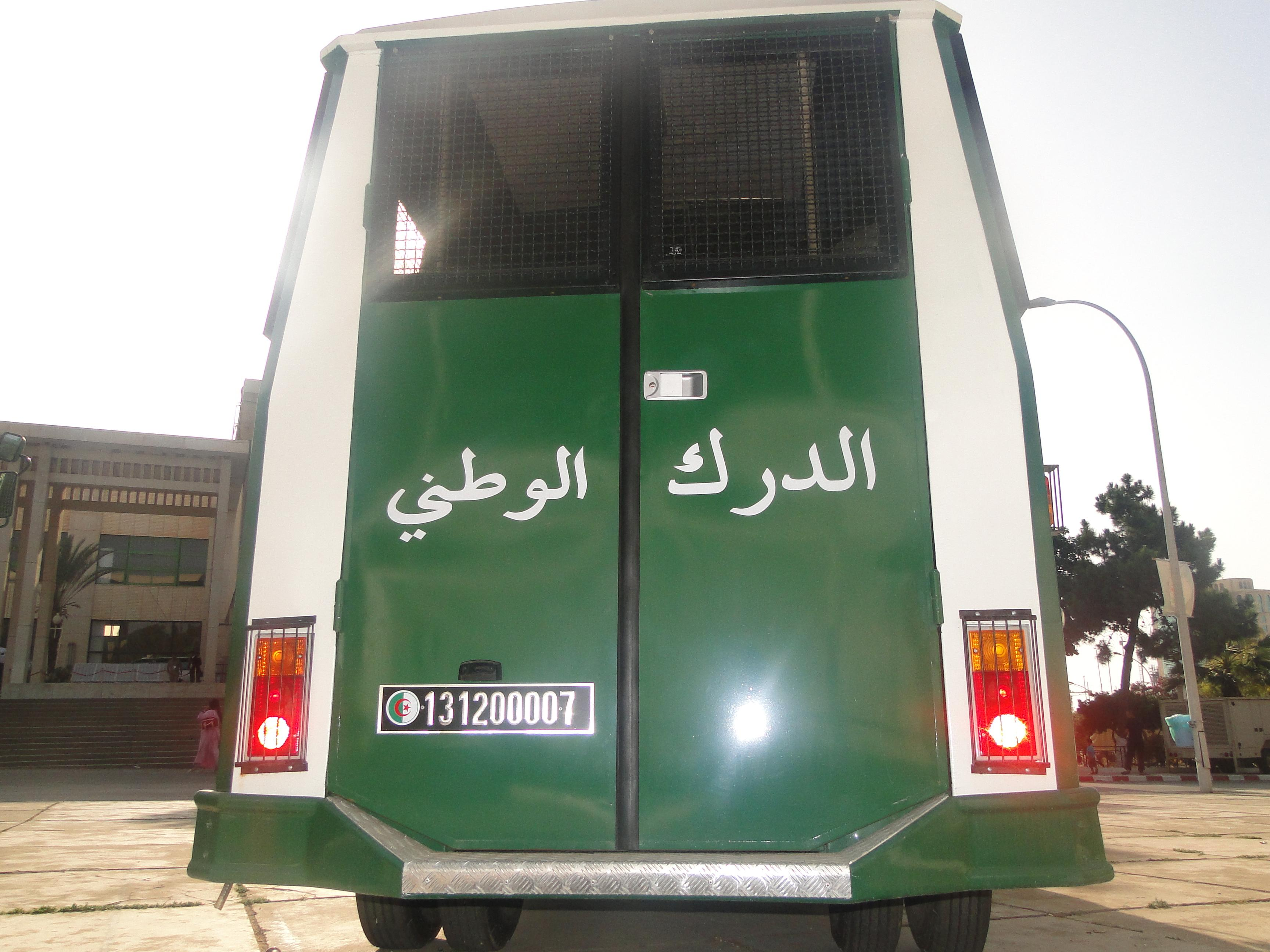
SNVI 18l4 فان مدرع الجزائري

لا توجد نسخة مدنية ل18L4.